# Juridicum (Leipzig)

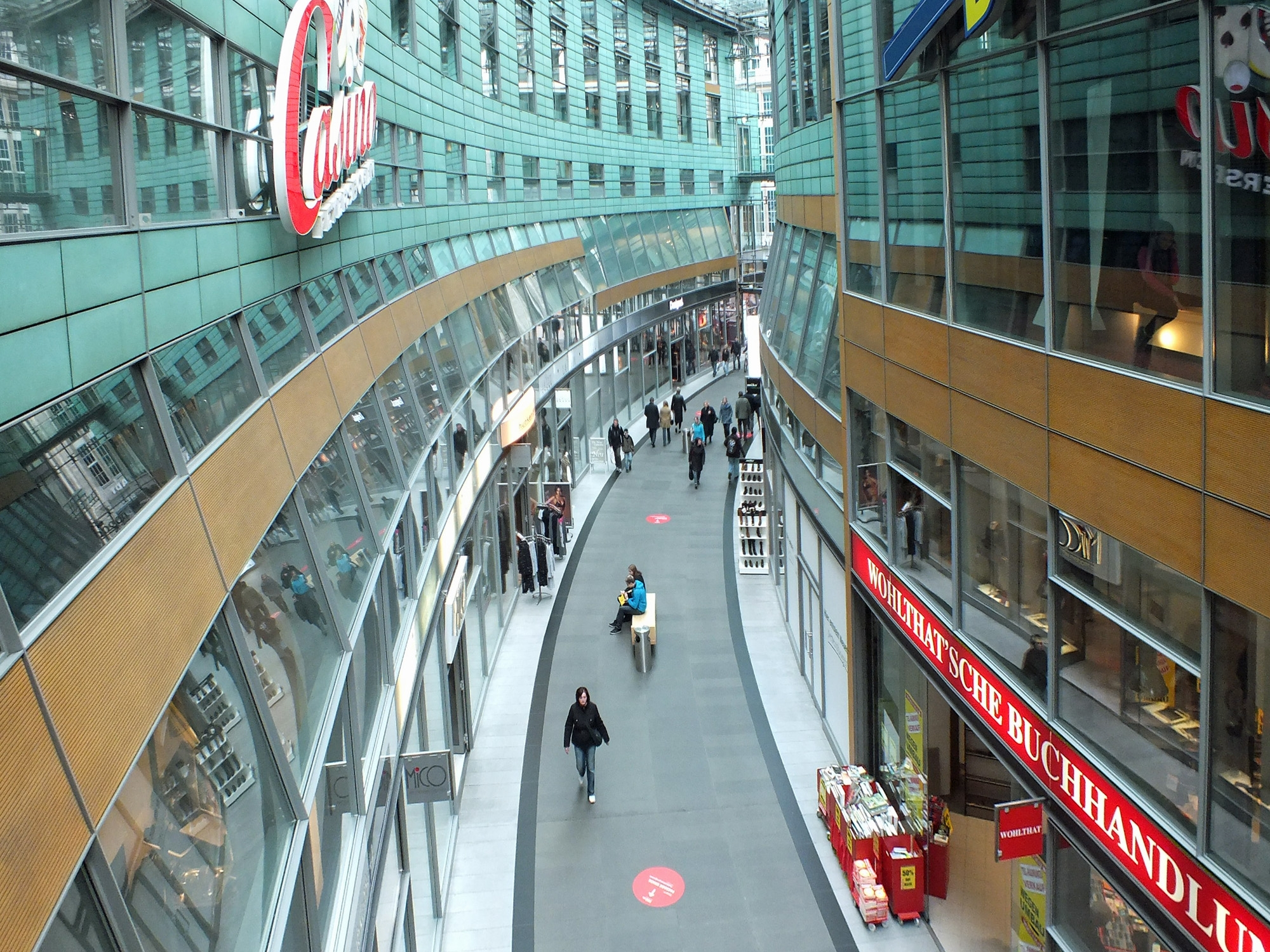
Die Passage Petersbogen auf dem Gelände des ehemaligen Juridicums

Das Juridicum (früher auch Petrinum) war ein Areal zwischen der Petersstraße und der Schloßgasse in Leipzig mit verschiedenen Bauten der juristischen Fakultät der Universität. Heute verläuft hier die Passage Petersbogen.

## Geschichte
Mit der Gründung der Universität 1409 erhielt diese außer dem Komplex an der Ritterstraße (Großes Kolleg) von den Meißner Markgrafen Friedrich und Wilhelm auch ein Haus an der Schloßgasse. Das grenzte mit seinem Grundstück rückwärtig an ein Haus in der Petersstraße, das die Stadt der Universität übereignet hatte. Beides zusammen hieß das Kleine Kolleg (wegen der Stifter auch Kleines Fürstenkolleg) und besaß einen öffentlichen Durchgang von der Petersstraße zur Schloßgasse.
1456 zog das Kleine Kolleg in ein Gebäude an der Ritterstraße und nahm den Namen mit. In die bisherigen Gebäude kam nach deren Renovierung und Aufstockung des Baus an der Petersstraße die Artistenfakultät. Wegen der Lage im Petersviertel der Stadt bürgerte sich der Name Petrinum ein. In den Jahren 1502 bis 1504 erfolgte dann die Übergabe an die Juristenfakultät.
Im Dreißigjährigen Krieg wurden die Gebäude des Petrinums schwer in Mitleidenschaft gezogen. Am Haus an der Petersstraße wurde 1665 der Fachwerkbau bis auf das Erdgeschoss abgetragen und zwei neue Obergeschosse aufgesetzt. Das sogenannte Ordinarienhaus von 1508 an der Schloßgasse war ab 1632 Lazarett und wurde 1637 völlig zerstört. Daraufhin wurde dieser Geländeteil vom Landesherrn beschlagnahmt, der Pleißenburg zugeschlagen und blieb längere Zeit unbebaut.
1770 erwarb die Universität das Gelände zurück und unter dem Juristen Carl Ferdinand Hommel wurde 1773 ein zweistöckiges Gebäude, der sogenannte Hommelbau, mit Wohnungen für die Professoren und Hörsaal der Juristenfakultät errichtet. Das Haus hieß nun Juridicum.
Nach Abriss wegen Baufälligkeit und Neubau eines Hinterhauses des Hommelbaus 1859 wurde das gesamte Gelände 1880/81 von allen bisherigen Bauten beräumt. Nach Plänen des Leipziger Architekten Gustav Müller wurde 1881/82 zwischen Petersstraße und Schloßgasse ein fünfstöckiges Durchgangshaus mit zwei überglasten Höfen für die Juristenfakultät errichtet, wobei an den Straßenfronten Ladengeschäfte vermietet wurden. 1919 wurde es unter Einbeziehung des Nachbarhauses (Ledigs Passage) zum Messepalast umgebaut. Das Gebäude wurde beim Luftangriff vom 4. Dezember 1943 zerstört, und das Gelände blieb bis 1999 unbebaut.
Von 1999 bis 2001 wurde ein neuer Baukomplex Petersbogen mit einer geschwungenen Passage zwischen Petersstraße und Schloßgasse errichtet. Der Nordtrakt der Anlage, die auch Büroräume, Läden und einen Kinokomplex  beinhaltet, ist das neue Juridicum. Die Universität brachte das Grundstück ein und gewährte dem Investor ein 99-jähriges Erbbaurecht. Dafür trug die Universität keine Baukosten und erhält auf vier Etagen Räume zur mietfreien Nutzung, die von Dekanat und Instituten der Juristenfakultät sowie der Zweigstelle Rechtswissenschaften der Universitätsbibliothek genutzt werden.

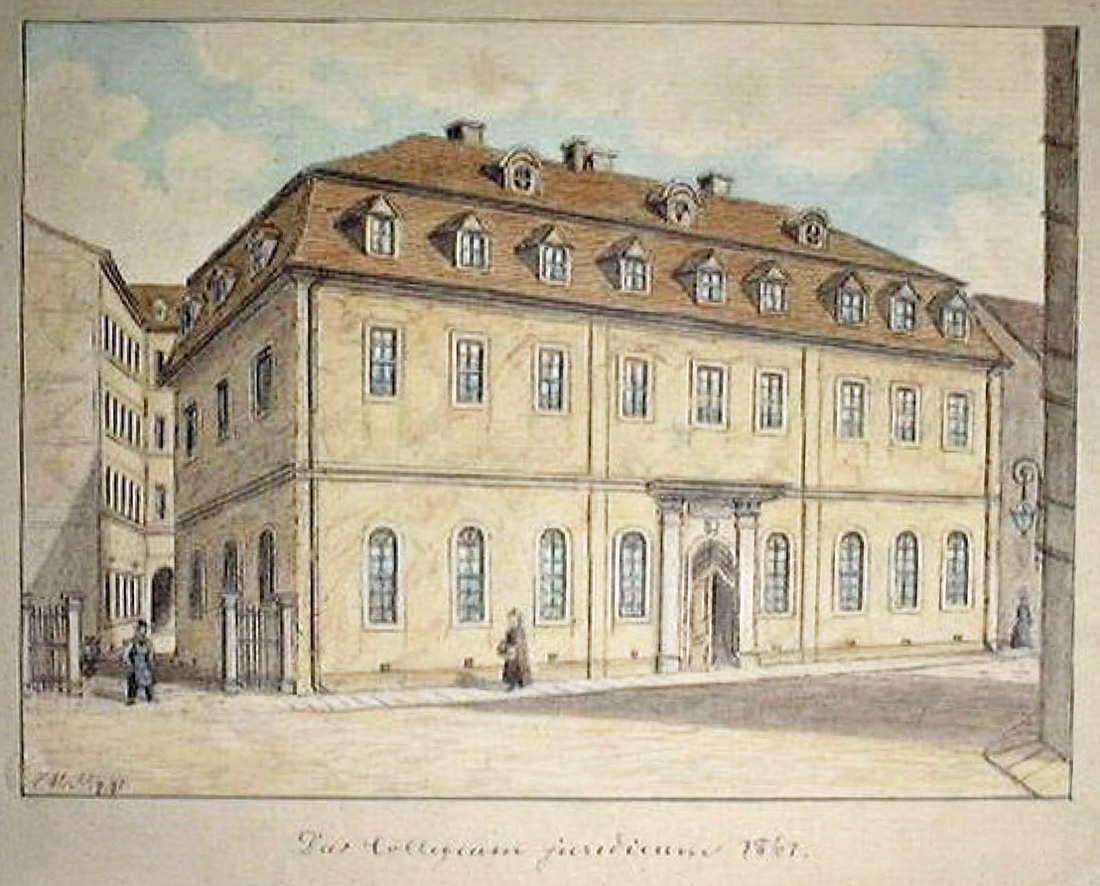
Das Gebäude des Juridicums von 1773 an der Schloßgasse (Hommel-Bau)
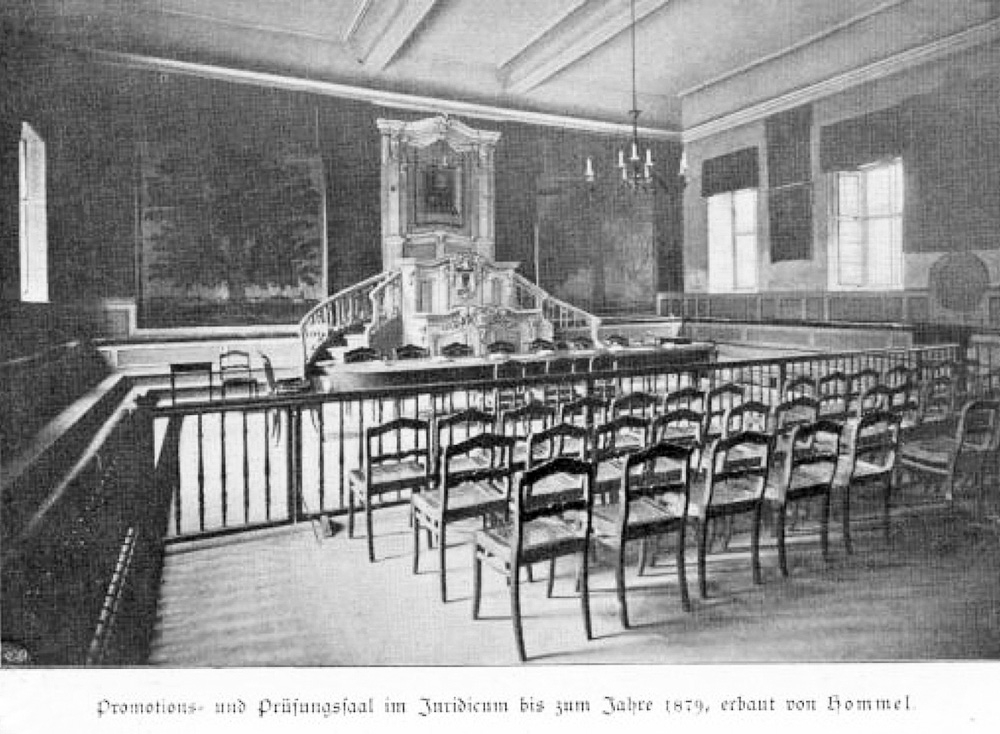
Der Promotions- und Prüfungssaal im Hommel-Bau
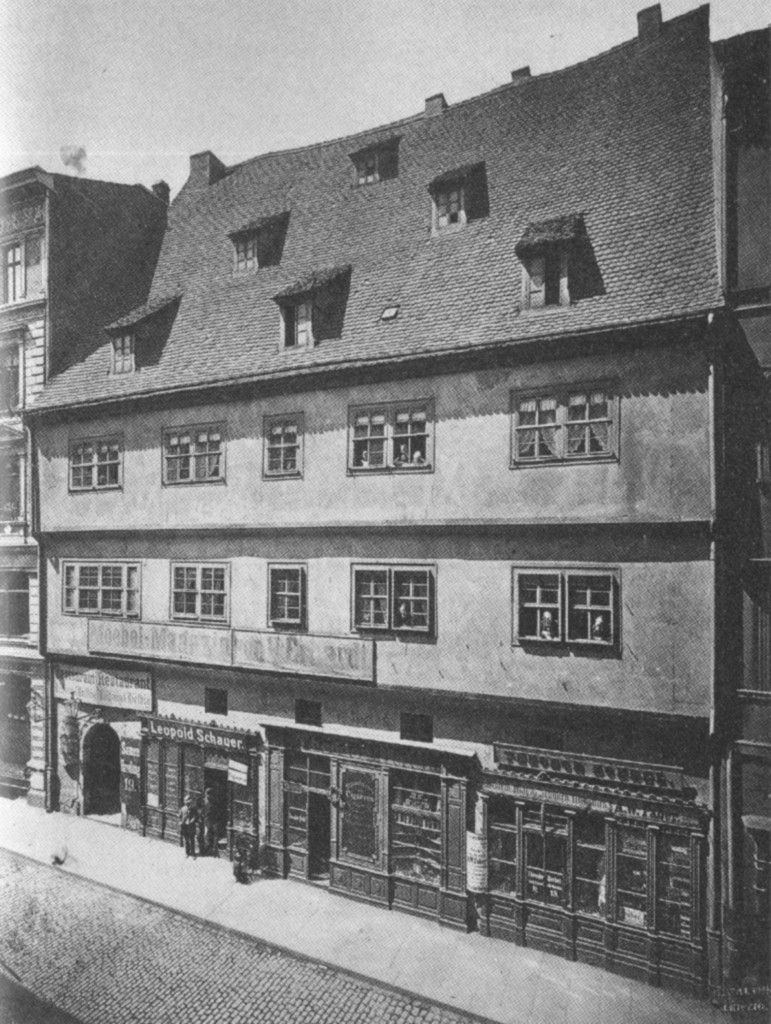
Der alte Bau des Petrinums (Juridicums) an der Petersstraße
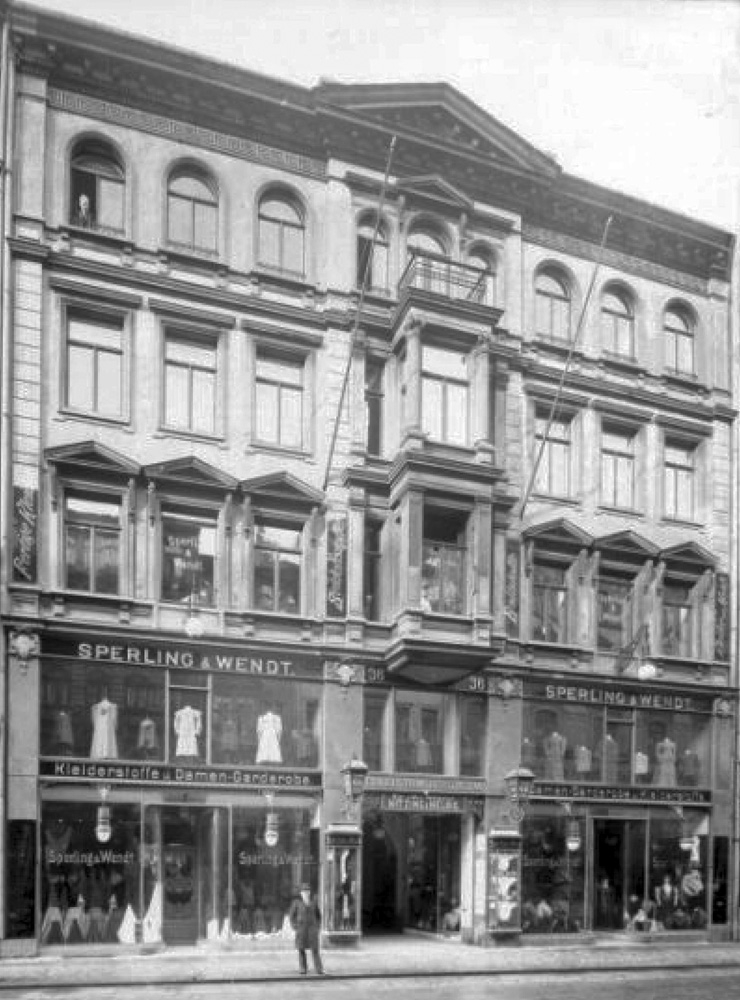
Der Neubau des Juridicums von 1881/82 an der Petersstraße
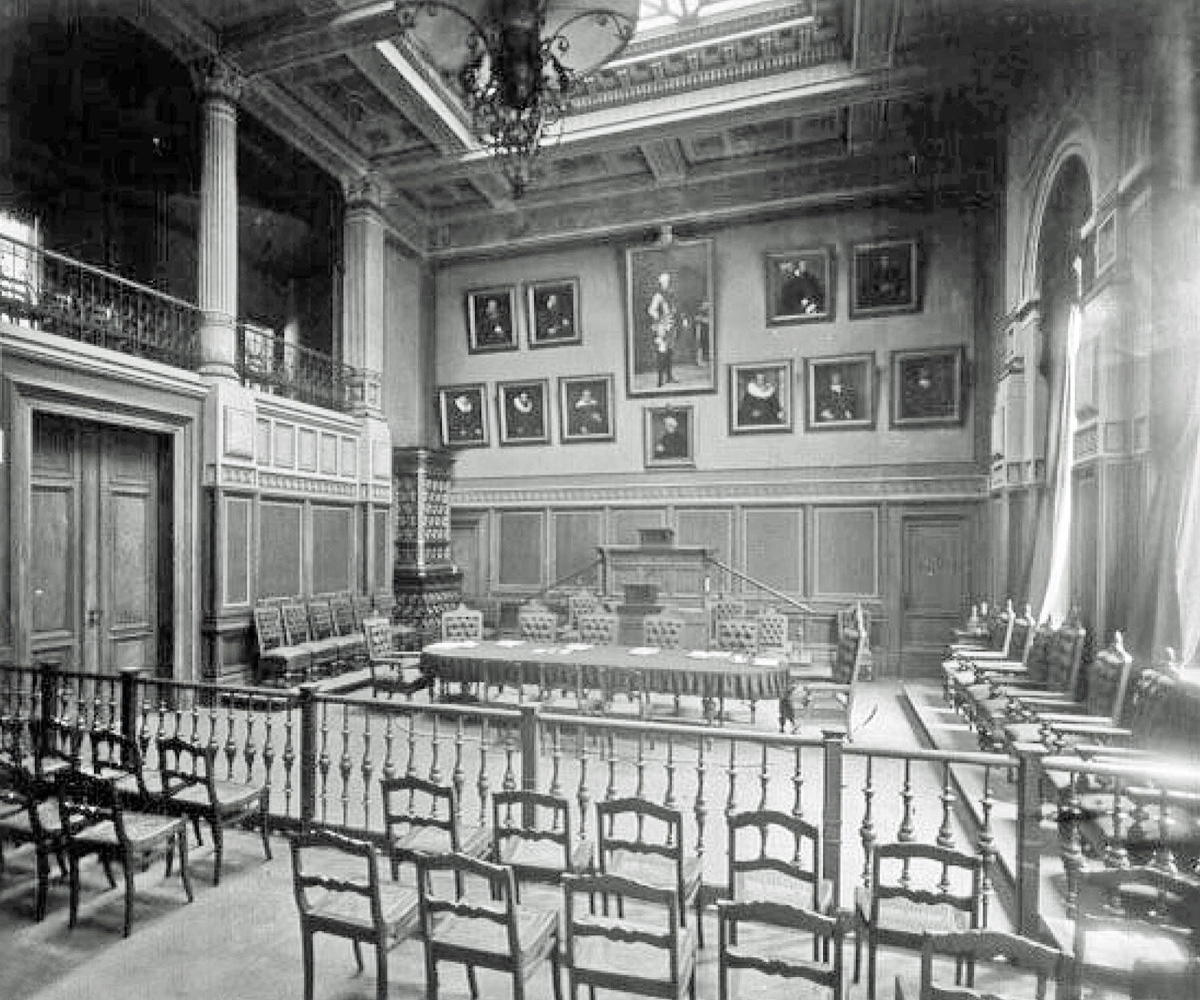
Die Aula im Juridicum von 1881/82